# Araneus faxoni
Araneus faxoni är en spindelart som först beskrevs av Bryant 1940.  Araneus faxoni ingår i släktet Araneus och familjen hjulspindlar.
Artens utbredningsområde är Kuba. Inga underarter finns listade i Catalogue of Life.